# Міжнародна криза
Міжнародна криза — «переломна точка» в протистоянні держав, яка передує або мирному розв'язанню конфлікту, або початку військових дій.

## Тлумачення
Термін «криза» походить від грец. слова κρίσις, що перекладається як «вихід», «закінчення», і сьогодні вживається для означення переломної «точки», яка «розділяє», «відділяє» один якісний стан плину буття від іншого. В міжнародній політиці терміном «криза» зазвичай послуговуються, коли говорять про «переломну точку» в протистоянні держав, яка передує або мирному розв'язанню конфлікту, або початку воєнних дій. Разом з тим міжнародна політологія практикує цілу низку спеціалізованих підходів до міжнародних криз. Заслуговують на особливу увагу три з них, а саме ті, в яких ідеться про системні кризи, конфронтаційні кризи та кризи з прийняття рішень. Ці підходи відрізняються один від одного дефініціями, рівнями аналізувань та практичними зацікавленнями.

## Класифікація

### Системні кризи
У рамках першого з них криза трактується як потужний удар по структурі системи, яка забезпечує її (системи) цілісність. Системна криза порушує стабільність системи і створює передумови її розвалу або зміни. Розрізняють глобальні й регіональні системні кризи. Прикладом глобальної кризи є два «злами», що мали місце наприкінці 1980-х — початку 1990-х років і завершилися ліквідацією Організації Варшавського договору та розвалом СРСР і, по суті, поклали край майже півстолітньому існуванню біполярного міжнародного порядку з двома головними протидіючими супердержавами — СРСР і США.
Не всі системні кризи є руйнівними. Більше того, регіональні системні кризи можуть створюватися штучно з метою стимулювати уряди держав відповідних регіонів до прояву тих чи інших ініціатив. Чільники Європейського Союзу не раз використовували «кризи крайнього строку» для примушування урядів країн-членів ЄС робити інтеграційні кроки, аби уникнути розвалу регіональної системи, що продукує вигідні для них результати, від яких жодна з партій цих країн не бажала відмовлятися. Так, Маастрихтський договір 1992 року встановлював кінцевий термін виконання членами ЄС умов, необхідних для прийняття спільної валюти — євро.
Ще не так давно причинами міжнародних системних криз могли бути лише війни або революції, що повністю змінювали розподіл влади в країнах і світі. Однак сьогодні, в умовах глобальної економічної взаємозалежності країн, валютний колапс або гіперінфляція в провідних державах також можуть стати початком системної кризи. Регіональна фінансова нестабільність в Азії наприкінці 1990-х років чітко окреслила саме таку перспективу. Окрім економічної нестабільності глобальну системну кризу можуть спричинити нова вірусна епідемія, геологічна чи космічна катастрофи.

### Конфронтаційні кризи
Другий тип криз — це конфронтаційні кризи. У міжнародних стосунках вони виникають тоді, коли одна з сторін міжнародного процесу висловлює претензії щодо позиції другої сторони. На відміну від системних криз, конфронтаційні кризи не є небезпечними для стабільності системи в цілому. На рівні міжнародного порядку їхні наслідки є відчутними лише для тих чи інших об'єднань, що протидіють одне одному. Як правило, такі кризи після висловлення однією із сторін своїх претензій до другої сторони та демонстративної відповіді другої сторони першій стороні завершуються укладанням угоди. Проте в разі, коли переговори між сторонами заходять у глухий кут, то конфлікт має жорстке продовження. Так, після того, як претензії Аргентини 1982 року до Великої Британії з приводу здійснення контролю над Фолклендськими (Мальвінськими) островами в Південній Атлантиці були відкинуті урядом Маргарет Тетчер, а наступні переговори не мали успіху, між Аргентиною і Великою Британією почалася Мальвінська (Фолклендська) війна.
Дослідники, які вивчають конфронтаційні кризи, зазвичай використовують або теорію гри, або метод порівнянь. Ті, хто застосовує теорію гри, як правило, звертають увагу на умови, за яких можна розв'язати кризу з мінімальними втратами. Ті, хто віддає перевагу аналізові конкретних випадків вирішення криз, що мали місце в минулому, фокусуються на питаннях стратегій, втручання третіх сторін та умовах, що впливають на ескалацію криз. Однак, незалежно від використовуваного методу, і ті й інші шукають відповідь на ключове для практики питання: "Які варіанти ведення переговорів є більш успішними з точки зору уникнення подальшого насильства та війни?".

### Кризи прийняття рішень
Третій тип криз — це кризи прийняття рішень, що мають місце в окремих політичних одиницях. У міжнародній політиці вони виникають навколо подій, які становлять серйозну загрозу для керівників тієї чи іншої держави, а можливо, й для їхніх виборців. Прикладом такої кризи була криза, що виникла в урядових колах США, коли у жовтні 1962 року спецслужби США виявили, що СРСР секретно розміщує на острові Куба ракети з ядерними боєголовками. Керівники уряду США повинні тоді були в найкоротший термін прийняти доленосне для себе рішення.
У рамках концепції прийняття рішень основними вважаються два питання: "Як впливає кризова обстановка на якість прийняття рішення?" та "Які характерні риси урядовців або окремих політиків сприяють їм більш-менш ефективно долати кризи?". Дослідники намагаються дати рекомендації та запропонувати заходи для попередження криз і вказати шляхи ефективного їх розв'язання без істотних негативних наслідків. Для цього вони спочатку встановлюють бажаний стандарт якості рішення (наприклад, його раціональність чи адаптивність, нетрадиційність чи уникнення конкретних небажаних наслідків тощо), а потім визначають політичні чинники, які «відхиляють» рішення від стандарту, та надають рекомендації щодо того, як досягти бажаного ефекту.
Іноді криза може розвиватися від одного типу до іншого. Так, коли 1962 року уряд США, домагаючись вивозу ракет з Куби, оголосив про свій намір блокувати острів, криза прийняття рішень перетворилася на конфронтаційну кризу (між СРСР і США). А коли невдовзі увесь світ дізнався про небезпеку ядерної війни, конфронтаційна криза стала системною кризою.